# Badia Polesine
Pour les articles homonymes, voir Badia (homonymie).
Badia Polesine est une commune de la province de Rovigo, dans la région Vénétie, en Italie.

## Géographie
C'est la principale ville de la région de l'Alto Polesine. Elle est baignée au nord par le fleuve Adige, qui la sépare de la province de Padoue. Elle est également frontalière avec la province de Vérone. Badia Polesine est également considérée comme le centre industriel de l'Alto Polesine, étant donné le grand nombre d'industries présentes dans la région.

## Histoire
L'ancien nom de Badia Polesine était simplement « La Badia », en référence à la célèbre abbaye territoriale della Vangadizza (it) autour de laquelle la ville s'est développée. 
Vers l'an 900, le marquis de Mantoue Almerigo construisit l'abbaye qui fut ensuite vendue aux moines bénédictins. Elle était indépendante du diocèse d'Adria-Rovigo. En 1200, Badia était entourée d'un fossé avec trois portes pour entrer dans la ville. 
En 1400 commence le déclin de la Vangadizza, qui passe sous la propriété de la famille française d'Espagnac, elle est par la suite supprimée par décret napoléonien au XIXe siècle.  La ville de Badia Polesine a été sous la domination de la maison d'Este, de Padoue, de la république de Venise, des Français  à partir de 1797 puis des Autrichiens jusqu'en 1866, lorsque la Vénétie est annexée à l'État italien. 
Badia Polesine est la ville terminale de l'itinéraire de l'ancienne route de pèlerinage de la Romea Annia. Les pèlerins venus d'Europe du Nord et des pays de l'Est du continent, convergeaient vers l'important centre romain de Iulia Concordia, aujourd'hui Concordia Sagittaria. De là, le long de la Romea Annia, ils parcouraient plus de 200 kilomètres à travers la basse plaine du Pô d'est en ouest, pour arriver à l'ancienne abbaye de Badia Polesine. 
À partir du XIXe siècle, la ville s'est développée : le théâtre, l'hôpital et de nombreux ouvrages publics sont construits dont le pont de la ligne ferroviaire Vérone-Rovigo sur l'Adige. En 1928 la commune intègre dans son territoire une partie de la commune supprimée de Crocetta, qui devient une frazione, ainsi que l'ancienne commune de Villa d'Adige.
Pendant la Seconde Guerre mondiale, en avril 1945, le village de San Nicolò est bombardé et détruit. Dans les années 1960, de nouvelles industries sont apparues dans la ville lors du miracle économique italien. Au milieu des années 1990, la Strada statale 434 Transpolesana (it) a été achevée entraînant la naissance de nombreuses entreprises et industries dans son voisinage immédiat, et ce n'est que récemment que la ville est devenue l'extrémité sud de l'autoroute A31.

## Économie
La plus grande zone industrielle est située via Ca 'Mignola Nuova. Une autre zone est située près du hameau de Crocetta, à proximité immédiate de la Transpolesana . Il y a aussi les zones plus petites de via dello Zuccherificio et via Fratelli Rosselli, respectivement au sud et à l'ouest de la ville.

## Infrastructures
Badia est sur la route de Vérone à Rovigo (SR88) et est bordée au sud par la Transpolesana où elle a plusieurs sorties. Elle est également traversée par l'autoroute A31 Valdastico Sud avec une sortie et une interconnexion avec la Transpolesana.

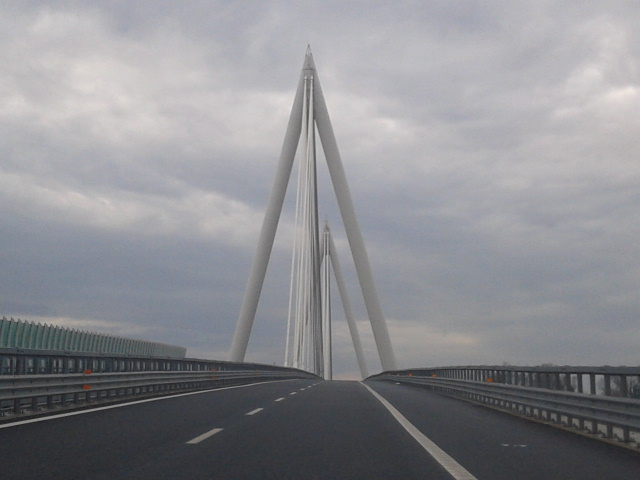
Le pont à haubans.

Sur le territoire communal, se trouvent deux ponts sur l'Adige. Le premier relie Badia Polesine à Masi, une ville de la province de Padoue. Le second est le pont à haubans de l'autoroute A31 qui relie la ville à Piacenza d'Adige. C'est le pont à haubans de plus grande portée (310 m) d'Italie.
La gare ferroviaire est située sur la ligne Vérone-Legnago-Rovigo gérée par RFI. Le trafic voyageurs est géré par Sistemi Territoriali (it) et utilise des trains régionaux toutes les heures et des régionaux rapides, à certaines heures de la journée.
Il existe une correspondance avec les bus Busitalia Veneto (it) et ATV (it).

## Administration
| Période                                  | Période  | Identité        | Étiquette          | Qualité |
| ---------------------------------------- | -------- | --------------- | ------------------ | ------- |
| 2009                                     | 2012     | Gastone Fantato | Lega Nord, PD, UDC |         |
| 2012                                     | 2017     | Gastone Fantato | Essere Badia       |         |
| 2017                                     | En cours | Giovanni Rossi  | Liste civique      |         |
| Les données manquantes sont à compléter. |          |                 |                    |         |

### Hameaux
Barchetta, Bovazecchino-Serraglio, Ca'Bulgaron, Colombano, Crocetta, Fornaci, Masetti, Nezzo, Orti, Rosta, Salvaterra, Villa d'Adige, Villa Fora.

### Communes limitrophes
Canda, Castagnaro, Castelbaldo, Giacciano con Baruchella, Lendinara, Masi, Piacenza d'Adige, Terrazzo, Trecenta.

## Jumelages
- Saint-Thibault-des-Vignes (France) ;
- Estepa (Espagne).